# Charops maroccanus
Charops maroccanus är en stekelart som beskrevs av Horstmann 2008. Charops maroccanus ingår i släktet Charops och familjen brokparasitsteklar. Inga underarter finns listade i Catalogue of Life.